# Autesião
Na mitologia grega, Autesião (Em grego antigo: Αὐτεσίων; Αὐτεσίωνος) era rei de Tebas filho de Tisâmeno, neto de Tersandro e Demonassa e bisneto de Polinices e Argia. Foi o pai de Teras e Argia, esta última casada com o heráclida Aristodemo sendo, portanto, avô dos gêmeos Eurístenes e Procles. Autesião era natural de Tebas e sucedeu seu pai no trono. Emigrou de sua cidade natal seguindo os ditames de um oráculo, chegando ao Peloponeso e se estabelecendo em Esparta.